# Eulidia yarrellii
El picaflor de Arica (Eulidia yarrellii ), también llamado colibrí de Arica, estrellita chilena o hada de cara rosada, es una especie de ave apodiforme de la familia Trochilidae —los colibríes—, la única perteneciente al género monotípico Eulidia. Es la especie de ave del Cono Sur con la distribución más restringida de todas las que se conocen, limitándose su presencia actualmente a tan solo dos pequeños oasis en el norte de Chile, a pesar de que anteriormente fue reportada en el sur de Perú. Se encuentra críticamente amenazada de extinción.
Es el ave más pequeña de las que habitan en Chile, midiendo entre 7 y 8 cm y presentando un peso de entre 2 y 3 g.

## Distribución y hábitat
Sólo se reproducen regularmente en los valles de Azapa y Vitor, en el Región de Arica y Parinacota, extremo norte de Chile. Si bien habitaba en pequeños números en el valle de Lluta, desde el año 2003 no se lo ha podido encontrar. Hay registros históricos tan al sur como Cobija, en el norte de la provincia de Antofagasta. Su distribución original incluía el sur de Perú, pero tras varios años sin avistamientos ha sido clasificada como extinta en dicho país. En su momento se observaron algunos ejemplares en los departamentos del sur del Perú, al norte de Tacna y Moquegua, aunque no habiendo registros desde el siglo XX en ese país, lo más probable es que se hayan extinguido, o que de lo contrario aparezca como un errante muy poco frecuente, siendo a esta altura un ave funcionalmente endémica del norte de Chile.
El hábitat de esta especie son los matorrales a lo largo de los valles fluviales en las regiones desérticas. Vive principalmente en altitudes por debajo de los 750 m s. n. m., pero en ocasiones se lo ha encontrado por encima de los 2000 m s. n. m.

## Costumbres

### Alimentación
Se alimenta de manera solitaria, de una dieta compuesta principalmente por néctar, que liba mayormente entre la vegetación natural, buscando flores de arbustos nativos como el chañar, aunque también vive en los jardines, plazas, arboledas de frutales, y zonas vegetadas de los oasis, alimentándose de las flores de Lantana, Hibiscus y Citrus. La complementa con pequeños arácnidos e insectos.

### Reproducción
Se reproduce a fines de agosto o comienzos de septiembre. Sobre alguna rama pequeña, construye un nido en forma de copa, hecho de fibras vegetales y lanas. Allí pone dos huevos blancos, de 11 mm de largo por 6 mm de ancho. Los incuba durante un lapso de 16 a 19 días.

## Estado de conservación
El picaflor de Arica está catalogado como una «especie en peligro crítico» por laUnión Internacional para la Conservación de la Naturaleza (IUCN).
En el siglo XXI era muy frecuente, pudiendo llegar a verse árboles de chañar en flor rodeados de individuos alimentándose, pero con el tiempo su número ha disminuido de manera evidente, sin que exista una explicación definitiva para ello.
En el año 2007 la población mundial de la especie se estimaba en alrededor de 1200 ejemplares, repartidos en un 55 % en el valle de Azapa, y en un 45 % en el valle de Vitor.
La pérdida de hábitat para convertirlo en áreas agrícolas es la principal amenaza para la especie. Se ha logrado conservar sólo pequeños parches remanentes de vegetación nativa adecuada. También son riesgosos el efecto de las fumigaciones de plaguicidas para combatir a la mosca de la fruta, y la competencia con otra especie de colibrí más agresivo: el picaflor de cora (Thaumastura cora), el cual invadió el hábitat del colibrí de Arica sólo en las últimas décadas del siglo XX.

## Sistemática

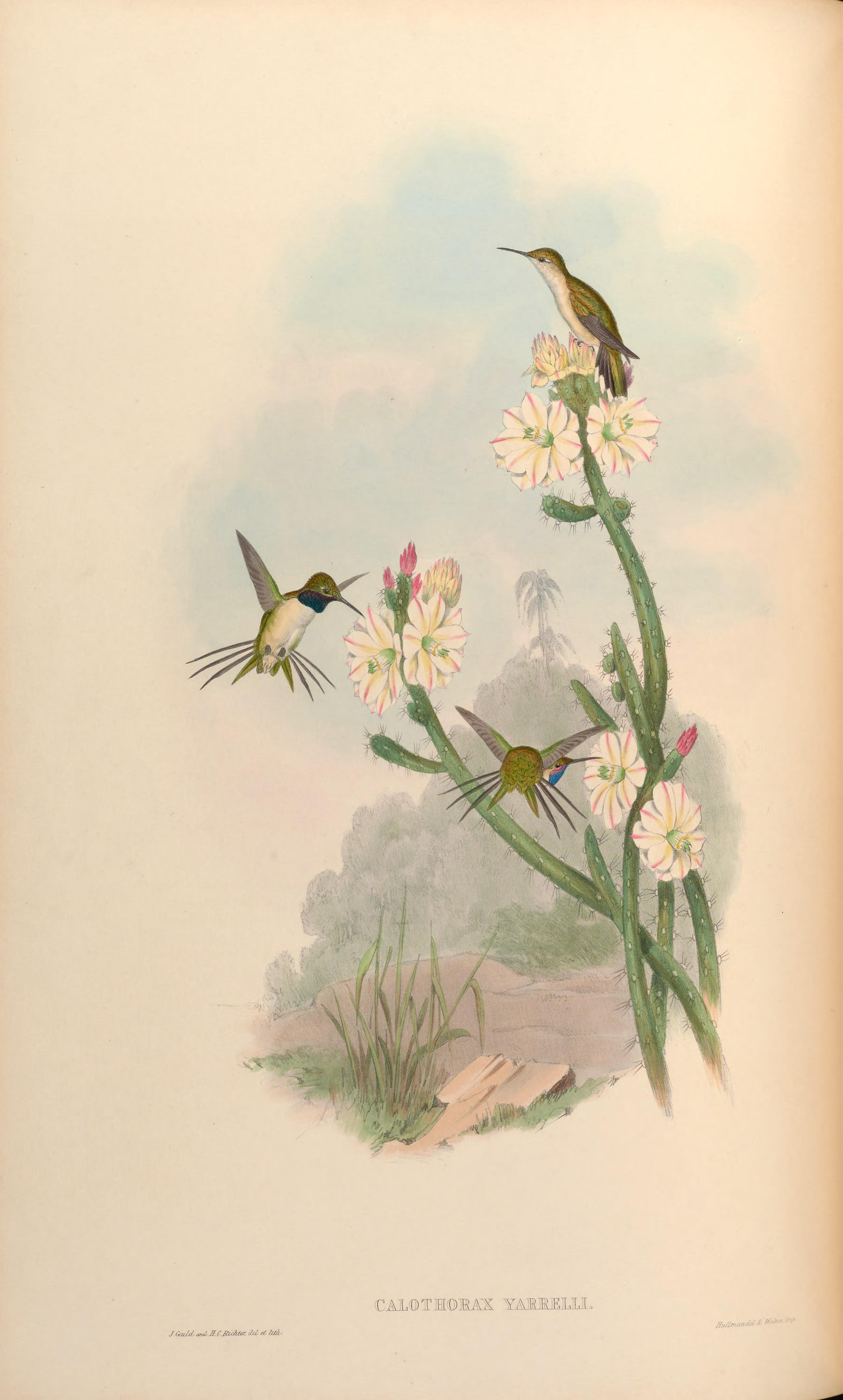
Calothorax yarrellii sinónimo de Eulidia yarrellii, ilustración de Gould y Richter en A monograph of the Trochilidae, or family of humming-birds 3, 1861.

### Descripción original
Esta especie monotípica fue descrita originalmente por el ornitólogo francés Claude Marie Jules Bourcier en el año 1847, bajo el nombre científico de: Trochilus yarrellii. Su localidad tipo es: «Montevideo», pero es un error, pues era en realidad «Arica», hoy en el norte de Chile.
El género Eulidia fue descrito por el ornitólogo francés Martial Étienne Mulsant en el año 1877; la especie tipo originalmente designada por monotipia fue Trochilus yarrellii, actualmente Eulidia yarrellii.

### Etimología
El nombre genérico femenino «Eulidia» es un epónimo femenino de dedicación desconocida; y el nombre de la especie «yarrellii», conmemora al ornitólogo británico William Yarrell (1784–1856).

### Taxonomía
Este taxón está estrechamente relacionado con Myrtis fanny, y ya han sido tratadas como conespecíficas. Se han registrado híbridos de la presente especie con Thaumastura cora. Es monotípica.